# Macao (kortspel)
Macao, även kallat tre äkta, är ett kortspel som är besläktat med Black Jack och baccarat och som var ett populärt spel under 1920- och 1930-talen. Det har fått sitt namn efter den före detta portugisiska kolonin Macao i södra Kina, känt för sina kasinon.
Spelarnas mål är att med ett eller flera kort uppnå det sammanlagda värdet 9. Essen är värda 1, kungarna, damerna, knektarna och tiorna räknas som 0, och nummerkorten har samma värde som sin valör. 
Efter att insatserna gjorts ger den spelare som är i tur att vara giv alla deltagare inklusive sig själv ett kort. En spelare som fått 9, 8 eller 7 på detta kort meddelar detta. För 9 vinner spelaren tre gånger insatsen, för 8 två gånger insatsen och för 7 en gånger insatsen, allt under förutsättning att inte given har ett högre värde. Spelare, inklusive given, som inte nått upp till 7 får begära ytterligare ett eller flera kort för att försöka uppnå ett vinstgivande tal.